# HD 3856
HD 3856，又名BD+65 83，SAO 11336、HR 177，是一颗恒星，视星等为5.83，位于銀經121.98，銀緯3.29，其B1900.0坐标为赤經0h 36m 5.6s，赤緯+65° 3.29′ 57″。